# Nokia 3220
Nokia 3220 – telefon komórkowy firmy Nokia z Nokia Series 40. Jest to ulepszony model Nokia 3200.

## Opis
Telefon wyposażony został w Cyfrowy aparat fotograficzny VGA, Dyktafon, wbudowany zestaw głośnomówiący oraz Gry Java. Po obu stronach obudowy znajdują się diody, mrugające w rytm dzwonka lub muzyki. Aparat ze względu na ciekawą stylistykę był popularny wśród młodzieży.